# Bow Guardian
Bow Guardian – танкер для перевезення етилену та етану, котрий станом на другу половину 2010-х належить норвезькій компанії Odfjell.
Судно, котре первісно носило назву Gas Lombok, спорудили у 2008 році в Південній Кореї на верфі STX Shipbuilding Busan (місто Пусан). Разом з однотипним Gas Sumbawa його замовила індонезійська компанія PT Berlian Laju Tanker ( BLT). А вже у 2012-му їх придбала норвезька Odfjell, котра колись була одним з піонерів у царині морського транспортування етилену та етану. З 1971-го вона володіла призначеним для цього танкером Bow Elm, проте в 1988-му продала його та покинула ринок транспортування зазначених газів більш ніж на два десятиліття. На початку 2010-х Odfjell вирішила повернутись до цього зростаючого сегменту перевезень та почала з придбання двох газовозів недавньої побудови (другий отримав назву Bow Gallant). З 2014-го Bow Guardian передали під управління данської Lauritzen Kosan, до флоту етиленовозів якої входять три однотипні з ним танкери Stella Kosan, Stina Kosan і Sophia Kosan.
Bow Guardian має 2 вантажні танки загальним об’ємом 9000 м3 та може транспортувати вантаж охолодженим до -104°C (необхідно для перевезення етану) та під тиском до 4,5 бар. Енергетична установка включає один двигун STX MAN B&W 8S35MC-Mk7, котрий здатний забезпечувати пересування зі швидкістю 16 вузлів.
У січні 2018-го судно прибуло до терміналу Паджарітос у мексиканському порту Коацакоалькос (штат Веракрус) з вантажем етану. З цього розпочались імпортні поставки сировини для установок парового-крекінгу в Ла-Кангреджері та Морелосі, котрі до того споживали виключно етан мексиканського видобутку. Закупівлі такої сировини стали зокрема можливими завдяки появі на ринку великого ресурсу внаслідок "сланцевої революції" у США.